# 타일러 윌슨 (야구 선수)
필립 타일러 윌슨(영어: Philip Tyler Wilson, 1989년 9월 25일~)은 미국의 전직 야구 선수이다. KBO 리그 LG 트윈스의 투수로 뛰었다.

## 미국 프로야구 시절
2015년에 볼티모어 오리올스에 입단하였다.

## 한국 프로야구 시절

### LG 트윈스시절
2018년에 데이비드 허프를 대체할 외국인 투수로 영입되었다.
3점대 평균자책점으로 조쉬 린드블럼에 이어 2위에 올랐으나, 타선의 지원을 받지 못해 9승에 머물렀다.
2018 시즌의 활약으로 연봉이 대폭 인상되며 재계약에 성공했다.
2019 시즌에는 2점대 평균자책점과 14승으로 재계약에 성공했으나 2020 시즌에는 부진한 모습을 보여 재계약에 실패했다. 시즌 후, 그의 차기 대체 용병으로는 앤드류 수아레즈가 영입되었다.

## 트리비아
- 김현수와 볼티모어 오리올스 시절 동료였다.
- 버지니아 대학교 생물학과 장학생 출신이고, 야구계를 은퇴하면 의과대학에 진학해 후에 정형외과 의사가 되고 싶다고 밝혔다.[1]